# Леора Дана
Леора Дана (англ. Leora Dana; 1 квітня 1923—13 грудня 1983) — американська акторка.

## Біографія
Леора Дана народилася 1 квітня 1923 року в Нью-Йорку. Навчалася в коледжі Барнард і Королівській академії драматичного мистецтва. У 1947 році дебютувала на сцені Лондона. У 1948 році дебютувала на Бродвеї у п'єсі «The Madwoman of Chaillot». У 1973 році виграла премію «Тоні» за найкращу жіночу роль у п'єсі «The Last of Mrs. Lincoln» і премію «Кларенса Дервента» за роль у п'єсі «The Madwoman of Chaillot».
Була у шлюбі з актором Куртом Казнаром з 1950 по 1958 рік.
Дана померла від раку, у віці 60 років 13 грудня 1983 року.

## Фільмографія
- 1970 — Тора! Тора! Тора! / Tora! Tora! Tora!
- 1983 — Крихітко, це ти / Baby It's You